# Brayan Rodríguez
Brayan Adiak Rodríguez Torres (Alajuela, 23 de septiembre de 1996) es un futbolista nicaragüense que juega como portero en el Diriangén Fútbol Club de la Primera División de Nicaragua.

## Selección nacional
El 27 de marzo de 2019 se da su debut con la selección de Nicaragua en un partido amistoso contra Guatemala, en el que recibió anotación guatemalteca al minuto 38, finalizando el encuentro con derrota 0-1.
Debutó en la primera edición de la Liga de Naciones de la Concacaf 2019-20 en la tercera fecha contra Dominicana, recibiendo una anotación de los dominiqués al 91, el encuentro finalizó con victoria para Nicaragua 3-1. En el siguiente partido, ambas selecciones se volvían a enfrentar, Rodríguez fue nuevamente titular y sin recibir anotaciones, la selección de Nicaragua ganaba el encuentro 0-4.
El 10 de noviembre de 2019, Brayan disputó un partido amistoso contra la selección de Cuba, recibió la primera anotación del juego al minuto 20, siendo esta la derrota para los nicaragüenses 0-1.
El 15 de noviembre de 2019, volvió a tener participación en la Liga de Naciones de la Concacaf 2019-20, enfrentándose ante la selección de San Vicente y las Granadinas, Rodríguez recibió la única anotación del partido al minuto 60, el partido finalizó con la derrota 1-0. Cuatro días después se enfrentaban ante Surinam, Rodríguez fue alineado portero titular en el que recibió anotaciones a los minutos 21 y 53, el partido finalizó con derrota 1-2 siendo este resultado la eliminación de la fase de grupos de la Liga de Naciones de la Concacaf 2019-20 posicionándose en el puesto tres con 7 puntos.

### Participaciones internacionales
| Evento                                  | Sede     | Resultado              | Partidos | Goles |
| --------------------------------------- | -------- | ---------------------- | -------- | ----- |
| Liga de Naciones de la Concacaf 2019-20 | Concacaf | Primera fase de grupos | 4        | -4    |

## Clubes
| Club                             | País       | Año           |
| -------------------------------- | ---------- | ------------- |
| A. D. Carmelita                  | Costa Rica | 2016-2022     |
| Curridabat F. C. (Préstamo)      | Costa Rica | 2017-2018     |
| Municipal Grecia (Préstamo)      | Costa Rica | 2020-2021     |
| Santa Ana F. C.                  | Costa Rica | 2022-2024     |
| Escorpiones de Belén F. C.       | Costa Rica | 2025-presente |
| Diriangén Fútbol Club (Préstamo) | Nicaragua  | 2025-2016     |

## Palmarés

### Títulos nacionales
| Título                         | Club                  | País       | Año     |
| ------------------------------ | --------------------- | ---------- | ------- |
| Segunda División de Costa Rica | Municipal Santa Ana   | Costa Rica | 2023-24 |
| Copa Primera                   | Diriangén Fútbol Club | Nicaragua  | 2025    |